# Старе Сьвенциці
Старе Сьвенциці (пол. Stare Święcice) — село в Польщі, у гміні Мала Весь Плоцького повіту Мазовецького воєводства.
Населення — 323 особи (2011).
У 1975-1998 роках село належало до Плоцького воєводства.

## Демографія
Демографічна структура станом на 31 березня 2011 року:
|          | Загалом | Допрацездатний вік | Працездатний вік | Постпрацездатний вік |
| -------- | ------- | ------------------ | ---------------- | -------------------- |
| Чоловіки | 145     | 24                 | 101              | 20                   |
| Жінки    | 178     | 36                 | 96               | 46                   |
| Разом    | 323     | 60                 | 197              | 66                   |